# Tubas
Tubas (en árabe: طوباس‎, Tûbâs) es una pequeña ciudad palestina ubicada en la región noreste de Cisjordania, a unos 21 kilómetros al noreste de Nablus y a pocos kilómetros al oeste del río Jordán. Una ciudad de más de 16.000 habitantes, sirve como centro económico y administrativo de la Gobernación de Tubas. Su área urbana consiste de 2.271 dunams (227 hectáreas). Es gobernada por un concejo municipal de 15 miembros y la mayor parte de sus habitantes trabajan en el sector agrícola o en servicios públicos. Jamal Abu Mohsin ha sido el alcalde de Tubas desde que fue elegido en 2005.
Tubas ha sido identificada como el antiguo pueblo de Thebez, un poblado cananita famoso por su revuelta contra el rey Abimelech; sin embargo, la ciudad moderna fue fundada a fines de los años 1800 durante el dominio otomano de Palestina, por clanes árabes que vivían en el valle del Jordán. Tras su fundación, se convirtió en el poblado más importante de la Gobernación de Nablus, particularmente conocido por su madera y queso. Pasó a formar parte del Mandato Británico de Palestina en 1917, fue anexado por Jordania después de su captura en la guerra árabe-israelí de 1948, aunque luego fue ocupado por Israel como resultado de la guerra de los Seis Días de 1967. La Autoridad Nacional Palestina ha mantenido el completo control de Tubas desde que fue transferida en 1995.

## Historia

### Período bíblico
El nombre de la ciudad deriva del término cananeo Tuba Syoys o "estrella iluminadora". Tubas fue identificada por Edward Robinson como el pueblo cananita de "Thebez", mencionado en la Biblia. Thebez era gobernada por el rey israelita Abimelech de Shechem. Cuando el pueblo de Shechem (en ese entonces, una ciudad cananita) se rebeló contra él, Thebez se unió a la revuelta. Una historia bíblica relata que Abimelech intentó destruir Thebez en respuesta a su participación en la revuelta y cuando su ejército atacó una torre del pueblo, una mujer lanzó una piedra de molino a Abimelech, causándole la muerte.
Restos arqueológicos, tales como cementerios y prensas de olivos, indican que Tubas estuvo habitada durante el dominio romano de Palestina. Jerónimo de Estridón mencionó la ubicación de Thebez a 13 millas romanas al este de Neapolis (Nablus). Además de la historia bíblica, no se sabía nada sobre Thebez antes o después de la revuelta.

### Fundación
La Tubas moderna fue fundada a fines de los años 1800 durante el dominio otomano de Palestina, cuando grupos de árabes pertenecientes al clan Daraghmeh (en su mayoría, pastores y agricultores que vivían en el valle del Jordán) migraron a tal lugar debido a la fertilidad de sus tierras, a la proximidad de varios manantiales y a su mayor elevación comparada con la del valle del Jordán y de la planicie de Wadi al-Far'a; el Monte Garizim era visible desde esta área. El clan Daraghmeh había habitado el valle del Jordán desde el siglo XV y, además de Tubas, fundó o pobló las aldeas cercanas de Kardala, al-Farisiya, Khirbet al-Malih, Kishda, Yarza y Ras al-Far'a. Poco después de la fundación de Tubas, árabes del Nechd, Siria, Jordania y de la cercana Nablus, así como de Hebrón, llegaron a asentarse en la zona. Durante este período, Tubas se convirtió en un lugar de enfrentamientos entre los clanes 'Abd al-Hadi y Touqan de Nablus y sufrió incursiones por parte de beduinos procedentes de las zonas orientales de la ciudad. El clan Jarrar no habitó, pero sí administró Tubas, ya que estaba ubicada al interior del subdistrito (nahiya) de Mashariq al-Jarrar.
Tubas fue una de las ciudades más grandes del distrito de Nablus. La mayor parte de sus habitantes residía en casas de barro o tiendas de campaña, a fin de trabajar sus tierras distantes en el valle del Jordán y dejar pastar a sus rebaños de ovejas y cabras. Según el viajero Herbert Rix, comparado con otras ciudades de su tamaño en Samaria, Tubas estaba "bien equipada" y contaba con gran cantidad de madera para leña. A diferencia del resto de ciudades del distrito, Tubas dependía del ganado y los olivos para sus ingresos. Entre sus productos se incluían queso, mantequilla, tapetes de lana, tiendas de campaña, cuerdas y bolsas de tela.
Según el Fondo para la Exploración de Palestina, la tumba de Aser, conocido localmente como Nabi Tota ("el buen profeta"), está localizada en Tubas. La tumba sirve como un santuario para la tradición musulmana local.

### Era moderna
En 1917, el Reino Unido capturó Palestina al vencer a los otomanos y, entre 1922 y 1923, Tubas fue incorporada al Mandato Británico de Palestina. En 1947, las ONU elaboró un plan de partición para dividir Palestina en un Estado judío y uno árabe; Tubas y las ciudades y aldeas circundantes estarían incluidas en el Estado árabe. Durante la guerra árabe-israelí de 1948, Fawzi al-Qawuqji comandó a 750 soldados del Ejército Árabe de Liberación a Tubas desde Jordania para establecer allí una base; Tubas serviría como el centro de operaciones de las tropas árabes en Palestina central a lo largo de la guerra. Jordania se anexó la ciudad junto con toda Cisjordania, tras ganar el control de la zona durante la guerra. Tubas permaneció bajo dominio jordano hasta 1967, cuando Israel ocupó Cisjordania durante la guerra de los Seis Días.
El control de Tubas fue transferido a la Autoridad Nacional Palestina en 1995 bajo el Acuerdo interino sobre Cisjordania y la Franja de Gaza. Durante los períodos jordanos e israelíes, la ciudad fue administrada por la Gobernación de Nablus; pero en 1996, la Autoridad Nacional Palestina convirtió a Tubas y a su área circundante en un distrito electoral y, más tarde, en un área administrativa independiente: la Gobernación de Tubas.
Tubas no padeció gran violencia durante el conflicto israelí-palestino como sí sucedió en Nablus y Yenín; sin embargo, una serie de incidentes ocurrieron durante la Segunda Intifada, que comenzó en 2000. En abril de 2002, las Fuerzas de Defensa de Israel mataron a seis miembros activos de Hamás en la ciudad, incluyendo a Ashraf Tamza Daraghmeh, el comandante de Hamás en Tubas y el área circundante. El 31 de agosto de 2002 un helicóptero Apache disparó cuatro misiles AGM-114 Hellfire a un automóvil civil, que presuntamente trasladaba a un comandante local de las Brigadas de los Mártires de Al-Aqsa, y a una casa cercana. En su lugar, el ataque mató a cinco civiles, incluyendo a dos niños, dos adolescentes y un activista de Fatah de 29 años, acusado de ser un miembro de las Brigadas de Al-Aqsa. El ministro de Defensa israelí Binyamin Ben-Eliezer emitió un comunicado en el que expresaba su "pesar" por "herir" civiles en Tubas. Ben-Eliezer describió la incursión en Tubas como un "error" y prometió que el ejército investigaría el incidente. El 21 de agosto de 2009, un enfrentamiento entre el clan Sawafta y un clan de otra ciudad tuvo como resultado la muerte de un miembro de este último y 38 heridos. Asimismo, fueron quemadas cinco casas y las fuerzas de seguridad palestinas arrestaron a cinco personas en conexión con dicha muerte.

## Geografía
Tubas está ubicada en la parte superior de las colinas de Samaria al norte de Cisjordania, con una elevación de 362 metros sobre el nivel del mar, mientras que la mayor parte de la Gobernación de Tubas está localizada en la zona sur del valle del Jordán. En un censo de 1945, Tubas junto con las ciudades aledañas Bardala y Kardala ocupaban 313 123 dunams (31 312 hectáreas), de las cuales 220 594 eran propiedad de árabes y el resto correspondía a terrenos públicos. Para 2005, el área total de Tubas consistía en 295 123 dunams (29 512 hectáreas), de las cuales 2271 se clasifican como construidas, aproximadamente 150 000 eran usadas para fines agrícolas y cerca de 180 000 fueron confiscadas por Israel para establecer bases militares y una zona de seguridad.
Tubas se encuentra a 21 km de Nablus, a 3,7 km al oeste del río Jordán y a 63 km al este del Mar Mediterráneo. Las localidades vecinas incluyen al pueblo de Aqqaba por el norte; Tayasir y Aqabah por el noreste; Ras al-Far'a al suroeste; el campo de refugiados de Far'a por el sur; y al-Bikai'a por el sureste.

### Clima
Turab tiene un clima moderado: el verano es cálido y seco, mientras que el invierno es frío y húmedo. La temperatura anual promedio es de 21 °C (69,8 °F) y la humedad anual promedio alcanza el 56%.

## Demografía
Tubas tenía una población de 3.349 habitantes en un censo realizado en 1922, la cual se incrementó a 4.097 en 1931, según un censo llevado a cabo por las autoridades del Mandato Británico de Palestina. En una encuesta demográfica y de tierras de 1945, Tubas y la cercana Bardala tenían una población combinada de 5.530 habitantes. En 1964, solo Tubas tenía una población de 5.880 personas. Alrededor de 1.100 residentes huyeron de Tubas después de la guerra de los Seis Días de 1967, mayormente, al campo de refugiados de Souf, en Jordania; así, en 1981, su población era de 5.300 personas.
En el primer censo oficial de la Oficina Central de Estadística de Palestina de 1997, Tubas tenía una población de 11.760 habitantes, repartidos en 50,8% de hombres y 49,2% de mujeres. Tubas posee una población abrumadoramente joven, con el 52,7% de los residentes de la ciudad siendo menores de 20 años. La población entre los 20 y los 34 años constituye el 24,7%, mientras que aquellos de edades entre 35 y 64 conforman el 17,7%, con lo cual la población mayor a 64 años solo suma el 4,9% del total. El censo también reveló que los refugiados conformaban el 6,1% del total de residentes.
En la última proyección de la Oficina Central de Estadística de Palestina, Tubas tenía una población de 16.087 habitantes a mediados de 2006, la cual significaría un incremento del 32,6% con respecto a 1997 y del 3,2% con respecto a 2005. La ciudad representa aproximadamente un tercio (33,4%) de la población total de la Gobernación de Tubas. El clan Daraghmenh, fundador de la era moderna de la ciudad, constituye el 70% de la población de Tubas. Este clan tiene varias subfamilias, incluyendo Mslamany, Abd al-Razeq y Abu Khazaran. La familia Sawafta conforma el 25%, los Husheh el 3% y los Fuquha el restante 2%. Casi todos los habitantes de Tubas son musulmanes, aunque existe una comunidad de aproximadamente 60 cristianos, todos los cuales pertenecen a la Iglesia ortodoxa de Grecia.

## Economía
La situación económica de Tubas durante el período 1993-1999 fue próspera; sin embargo, desde el comienzo de la Segunda Intifada en 2000, el nivel de ingresos en Tubas ha disminuido en un 40%. Antes de la Intifada, el ingreso familiar promedio era de 2.500 NIS y ha disminuido a unos 1.500 NIS. Un factor importante que ha resultado del conflicto ha sido la confiscación de las tierras agrícolas ubicadas en la jurisdicción de la ciudad o de la Gobernación, para la construcción de asentamientos o bases militares israelíes. Según la Oficina de Estadística de Palestina, en 1999, aproximadamente 52% de los ciudadanos se encontraba dentro de la edad laboral (15-64). De la fuerza laboral de la ciudad, el 48% está compuesto por mujeres. La tasa de desempleo aumentó dramáticamente de 20% en 1999 a 70% después de 2000. Antes de la Intifada, el 35% de la fuerza laboral total trabajaba en Israel.
Actualmente, la agricultura constituye el 60% de la actividad económica de Tubas; los servicios públicos comprenden el 17%; el comercio, el 10%; el trabajo en Israel, el 8%; y la construcción conforma el restante 5%. En la ciudad, existen 240 comercios y tiendas, 70 instituciones de servicios y 30 fábricas pequeñas.

### Agricultura
El principal sector económico en Tubas es la agricultura. Existe un total de 150.000 dunams de tierra arable, de las cuales 124.450 están cubiertas por bosques y 10.604 están cultivadas. Si bien la tierra es fértil, el agua para la irrigación es escasa. La única fuente de agua utilizada es la de Ein Far'a. Los campos de cultivo constituyen el 49% de la tierra cultivable, mientras que los huertos de fruta componen el 40% y las hortalizas, el 11%. Las trincheras israelíes en torno a las aldeas cercanas de Ras al-Ahmar y Khirbet al-'Atuf impiden el acceso a cerca del 40% de las tierras arables de Tubas. Muchos residentes de Tubas crían ganado, mayormente ovino; en 2005, se contabilizó un total de 6.670 ovejas. En la ganadería, también se cuentan 96 vacas, 880 cabras y 126.500 aves de corral. Además, se mantienen 123 colmenas de abejas.

## Gobierno
Tubas funge como la  muhfaza («capital» o «sede») de la Gobernación de Tubas. Desde 1995, Tubas ha estado ubicada en la zona A (véase los términos de los Acuerdos de Oslo), lo que le otorga a la Autoridad Nacional Palestina total control sobre su seguridad, administración y asuntos civiles.
Tubas ha estado gobernada por un concejo municipal desde 1953, cuando las autoridades jordanas que controlaban Cisjordania en ese tiempo le concedieron tal permiso. El concejo está compuesto de 15 miembros, incluyendo al alcalde, y su sede se encuentra en la municipalidad en el centro de la ciudad. El municipio tiene más de 60 empleados, entre cuyas responsabilidad se encuentran la administración civil, planificación y desarrollo urbano, servicios de desarrollo social, distribución de servicios sociales, la emisión de permisos de construcción y mantenimiento de infraestructura, recolección de desechos sólidos y provisión de agua y electricidad.

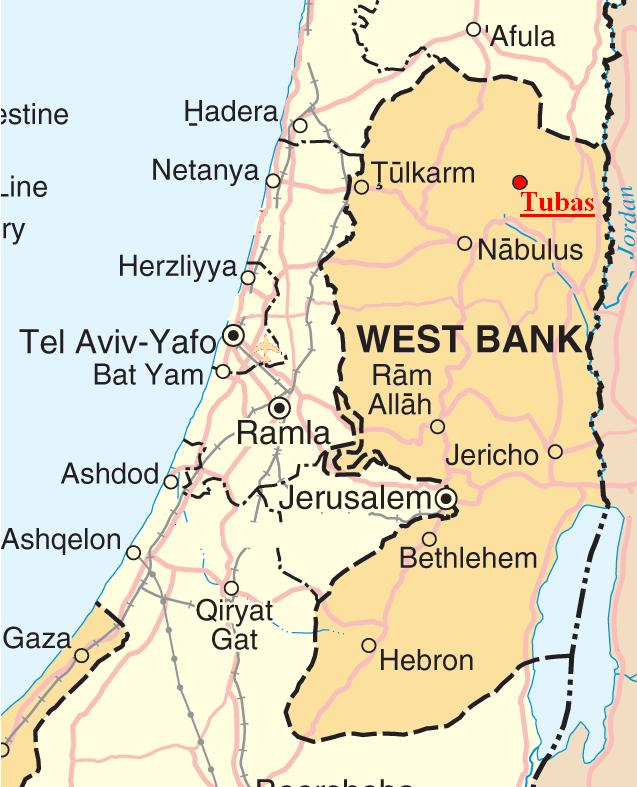
La ubicación de Tubas (marcada en rojo) al interior de Cisjordania.

Auqab Daraghmeh fue sucedido por Jamal Abdel Fattah Mahmoud Abu Mohsin, un candidato independiente, elegido en los comicios municipales palestinos de 2005. Durante esas elecciones, dos mujeres ganaron y si bien Tubas suele ser una plaza fuerte de Fatah, todos los puestos fueron ganados por listas políticas independientes. Los miembros elegidos del concejo municipal de Tubas están listados en la siguiente tabla:
| Puesto | Lista         | Nombre del candidato    |
| 1      | Independiente | Jamal Abu Mohsin        |
| 2      | Independiente | Ahmad al-Masa'eed       |
| 3      | Independiente | Jamal Dbabat            |
| 4      | Independiente | Khaled Sawafta          |
| 5      | Independiente | Mujahid Sawafta         |
| 6      | Independiente | Ahmad Mslamani          |
| 7      | Independiente | Izat Khalil Sawafta     |
| 8      | Independiente | Zayad Sawafta           |
| 9      | Independiente | Iman Abdullah Daraghmeh |
| 10     | Independiente | Majli Jamil Sawafta     |
| 11     | Independiente | Ahmad Dababat           |
| 12     | Independiente | Hasan Abu al-Ailah      |
| 13     | Independiente | Iqab Daraghmeh          |
| 14     | Independiente | Ahmad Fayez Sawafta     |
| 15     | Independiente | Iman Mustafa Daraghmeh  |

## Educación
En el período 2004-2005, Tubas tenía doce escuelas: cuatro para varones, tres para mujeres y cinco mixtas; entre las cuales, se contaban 4.924 estudiantes y 191 profesores. Además, posee seis jardines de infancia con un total de 620 pupilos. En 1997, la tasa de alfabetización era del 14% y el 78,3% de la población iletrada estaba conformado por mujeres. De la población letrada, el 25,7% había completado la educación primaria, 23,3% había culminado la educación secundaria y 22,1% había seguido algún tipo de educación superior. La Universidad Abierta de Al-Quds con base en Jerusalén cuenta con un campus en Tubas, conocido como la Universidad Abierta de Al-Quds en la Región Educativa de Tubas. En 2006, 1.789 estudiantes estaban matriculados en la universidad, que contaba con 90 profesores y otros 24 empleados.

## Infraestructura local
Tubas tiene seis mezquitas, siendo las principales la Mezquita Abd ar-Rahan, al-Tawled, Umar ibn al-Khattab y Shaheed. La Iglesia ortodoxa de la Santísima Trinidad también está ubicada en Tubas, en la parte norte de la ciudad. La iglesia fue construida en 1976 para servir a la pequeña comunidad ortodoxa griega. Consta de un cuarto de oración, una sala comunitaria, una oficina y una biblioteca para niños. La familia Sawafta también posee un palacio antiguo en Tubas.
Como Tubas es la capital y la ciudad más grande en la Gobernación de Tubas, actúa como el principal proveedor de servicios a las ciudades y pueblos de la Gobernación. Todas las oficinas de la Autoridad Nacional Palestina que sirven a la Gobernación se encuentra en esta ciudad. Existen 21 instituciones gubernamentales en Tubas, incluyendo una oficina de correos, la oficina del Ministerio de Trabajo palestino, la oficina del Ministerio de Agricultura palestino, la oficina del Ministerio de Asuntos sociales palestino, el departamento de bomberos y una estación de policía.

### Red de transporte
Los principales medios de transporte en Tubas son los ómnibus y los taxis. La longitud total de las carreteras asfaltadas es de 10.000 metros, mientras que otros 10.000 metros de carreteras pavimentadas están deteriorados y 25.000 metros de carreteras están enteramente sin pavimentar. Tubas está localizada en la Carretera 588 que conecta a la Carretera principal 60 Ramala-Nablus, por una red de ramificaciones al noreste de la vía que pasan por los pueblos de Azmut, al-Badhan y Ras al-Far'a. Está conectada a Yenín por una carretera por el norte que atraviesa 'Aqqaba y Zababdeh antes de llegar a Yenín. El trayecto a Jordania se realiza por la Carretera 57 que está conectada con la Carretera 588, justo al sur de Tubas.

### Servicios sanitarios
La ciudad cuenta con cinco centros de salud administrados por varias organizaciones, incluyendo la Media Luna Roja palestina. No existen hospitales en la ciudad ni en la Gobernación de Tubas; por ello, los residentes deben viajar hasta Nablus para conseguir tratamiento hospitalario, aunque hay dos ambulancias en Tubas para los traslados de emergencia. Hay cuatro clínicas en la ciudad: dos administradas por organizaciones no gubernamentales, una por la Autoridad Nacional Palestina y otra de propiedad privada; sin embargo, las clínicas carecen de equipos modernos o especialistas. Además, existen diez farmacias en Tubas.

### Servicios públicos
Aproximadamente el 60% de los residentes poseen conexión telefónica y aproximadamente un 90% cuenta con agua potable. El municipio de Tubas administra todos los recursos hídricos en el interior y en los alrededores de la ciudad. Además de la red de agua, existe un manantial (Far'a) en el área intermedia que es el principal proveedor de agua para uso doméstico. La ciudad también tiene un embalse de agua con una capacidad de 900 metros cúbicos, el cual es principalmente usado para abastecer de agua a las áreas urbanas de la ciudad durante el verano y solo está disponible una vez por semana.
De 1963 a 1997, los generadores eléctricos de propiedad municipal abastecieron todas las necesidades de electricidad en Tubas. En 1997, la ciudad se conectó con la red de electricidad del área de Tubas que es provista por la Cooperación eléctrica israelí. Desde esa época, el 99% de los hogares en la ciudad cuenta con servicio eléctrico. 
El manejo de desechos sólidos en Tubas es operado por la municipalidad y el Consejo de servicios conjuntos. La basura es recolectada 3 o 4 veces al día en la zona residencial para ser enviada a un vertedero común, a 3 kilómetros de la ciudad. El principal método de eliminación es el quemado. Tubas no está conectada con la red de alcantarillado, por tanto todos los hogares botan sus aguas residuales en pozos sépticos, una fuente importante de contaminación del agua subterránea.